# Pentobesa melanopa
Pentobesa melanopa är en fjärilsart som beskrevs av Barnes 1901. Pentobesa melanopa ingår i släktet Pentobesa och familjen tandspinnare. Inga underarter finns listade i Catalogue of Life.